# Max Schmidt (Politiker, 1873)

Max Schmidt, 1923

Max Schmidt (* 7. Oktober 1873 in Grabowka, Landkreis Ratibor; † 8. Mai 1956 in Blankenhain) war ein deutscher Ingenieur, Industrieller und Politiker (DVP).

## Leben und Beruf
Nach der schulischen Ausbildung an Volksschule und Gymnasium besuchte Schmidt die Höhere Staatliche Maschinenbauschule in Breslau. Er absolvierte ein Maschinenbaustudium an der Technischen Hochschule Darmstadt. Während seines Studiums wurde er 1893 Mitglied der Landsmannschaft Marcho Borussia Breslau. Nach seinem Studium arbeitete er als Ingenieur, Betriebsingenieur und Oberingenieur in Maschinenfabriken in Görlitz, Nürnberg, Düsseldorf und Crimmitschau. Neben seiner beruflichen Tätigkeit erwarb er Patente im Dampfmaschinenbau. Nachdem er als Einjährig-Freiwilliger Wehrdienst beim maschinistisch-technischen Personal der Kaiserlichen Marine geleistet hatte, nahm er zwei Jahre lang als Offizier der Pioniertruppe am Ersten Weltkrieg teil.
Schmidt war Direktor und Vorstand der Maschinenbau-AG vormals Starke & Hoffmann in Hirschberg. Er fungierte als Vorsitzender des Verbandes der Metallindustriellen in Niederschlesien und als Vorsitzender der Centralstelle schlesischer Arbeitgeberverbände in Breslau. Darüber hinaus war er Mitglied des Hauptvorstandes des Gesamtverbandes Deutscher Metallindustrieller und der Vereinigung Deutscher Arbeitgeberverbände sowie Mitglied des Hauptausschusses des Reichsverbandes der Deutschen Industrie.

## Abgeordneter
Schmidt war seit 1910 Stadtverordneter in Hirschberg und dort zeitweise stellvertretender Stadtverordnetenvorsteher. Von 1921 bis 1924 war er Mitglied des Preußischen Landtages. Bei der Reichstagswahl im Dezember 1924 wurde er in den Deutschen Reichstag gewählt, dem er bis 1928 angehörte.